# Chris Rogers (Mathematiker)

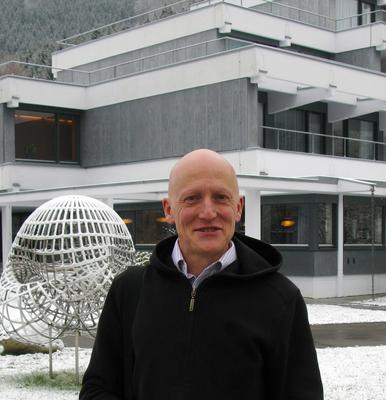
Chris Rogers, Oberwolfach 2012

Leonard Christopher Gordon „Chris“ Rogers (* 29. April 1954 in Lower Hutt, Neuseeland) ist ein neuseeländischer Mathematiker, der sich mit Stochastik (speziell stochastischer Analysis) und Finanzmathematik befasst. 
Rogers studierte an der Universität Cambridge (St. John´s College), an der er 1980 bei David Williams promoviert wurde (Topics in the Theory of Markov Processes). Er lehrte und forschte an der University of Warwick (1980–1983), der Swansea University (1983–1985), 1985 bis 1991 in Cambridge, 1991 bis 1994 am Queen Mary and Westfield College der Universität London und ab 1994 an der University of Bath, bevor er 2002 Professor für Statistik in Cambridge wurde. Er leitet die Gruppe Finanzmathematik (Quantitative Finance) am Statistical Laboratory.
Rogers war Mitherausgeber von Finance & Stochastics, Mathematical Finance, Annals of Applied Probability, Stochastic Processes and their Applications und Stochastics.
Rogers erhielt 1984 den  Rollo-Davidson-Preis und wurde 2003 Ehren-Fellow des Institute of Actuaries.

## Schriften
- mit David Williams: Diffusions, Markov Processes and Martingales, Wiley, Band 1 (Foundations), 1979, Band 2 (Itô Calculus), 1987 (neu aufgelegt bei Cambridge University Press)